# Gare d’Hendaye
Gare d'Hendaye – stacja kolejowa w Hendaye, w departamencie Pireneje Atlantyckie, w regionie Nowa Akwitania, we Francji. Znajduje się na linii Bordeaux – Irun.
W 2022 roku obsłużyła 423 897 pasażerów.